# 盧收
盧收，五代十国南汉官员，官至招讨使。
北宋潘美攻打连州（今广东省连州市），南汉后主派他率军据守骑田岭，盧收日夜戒严，宋军久不能过。李廷珙降宋，引宋军出舂陵，屯平阳，以盧收属下将士大多数是自己的旧部，前去劝降。汉军人心崩溃，盧收于是撤到清远，连州被宋朝夺取。